# Софийска котловина
Софийската котловина или Софийското поле е котловина в западната част на България, най-голямата от Задбалканските котловини.

## Географско положение, граници, площ
Софийската котловина е разположена между планинските дялове на Стара планина Чепън, Мала планина, Софийска планина и Мургаш на север и североизток, планините Вискяр, Люлин и Витоша на югозапад, Лозенска планина (част от Ихтиманска Средна гора) на юг и Вакарелска планина и рида Белица (части от Ихтиманска Средна гора) на югоизток. На запад вододела между реките Сливнишка и Габерска и Алдомировските височини я отделят от Бурелската котловина, а на изток ниският Негушевски рид я отделя от малката Саранска котловина.
В така описаните граници площта на котловината е 1180 km2 и се явява най-голямата от всички задбалкански котловини в България. Дължината ѝ от северозапад на югоизток е 75 km, а ширината ѝ варира от 5 до 20 km. Средната ѝ надморска височина е 550 m. Котловината има хълмиста подножна част и широка равна част – Софийско поле, в което се издигат ниски хълмове – Лозенец, Редута, Баба и др. Подножието на котловината се издига до 700 m н.в. и е по-добре изразено на запад от река Искър.

## Геология
Дъното на котловината е развито върху сенонски пирокластити и плиоценски песъчливо-глинести седименти, припокрити с делувиални и наносни конуси. Полето е запълнено с плиоценски пясъци и глини, припокрити с дебели речни наноси и на много места е заблатено. Морфоложкото оформяне на Софийската котловина е свързано с развитието на Софийската грабенова структура, ограничена от север и юг с разседи. През плиоцена и кватернера е обхваната от диференцирани негативни движения, като течението на река Искър било препречено и цялата днешна Софийска котловина била превърната в голямо езеро. На това се дължат глино-песъчливите почви, които покриват почти цялата котловина. Езерото изчезнало, след като по-късно реката пробила път през Стара планина и създала днешното си речно корито. В резултат от продължителното езерно съществуване по дъното на вече осушилата се котловина са се натрупали дебели седименти с мощност от 200 до 800 m. Северната старопланинска ограда е изградена от палеозойски шисти, триаски и юрски пясъчници, варовици и конгломерати и е обезлесена и ерозирана. Южната ограда е изградена предимно от горнокредни пирокластити на запад от река Искър и триаски пясъчници и конгломерати на изток от реката.

## Климат и води
Климатът в котловината е умереноконтинентален с чести температурни инверсии и фьонови ветрове. Средногодишната температура е 9 – 10 °C, като средната януарска температура е около −2 °C, а средната юлска около 20 °C. Среден годишен валеж 550 – 560 mm.
Котловината се отводнява от протичащата от юг на север река Искър и притоците ѝ Перловска река, Владайска река (със Суходолска река), Блато (със Сливнишка река) и Лесновска река (с Елешница и Макоцевска река). Поради малките валежи и равнинния релеф речният отток е малък – 30 – 60 mm.
Софийската котловина е богата на минерални извори – Княжево, Горна баня, Панчарево, Банкя, София и други. Тези извори, както и това, че цялата област е предразположена към различни сеизмични колебания, се дължи на разломния характер на котловината. Има и голям брой езера и блата. От дълги години те са източник за набавяне на строителни материали (пясък, чакъл) за София. В миналото чрез зарибяване или по естествен път в тях са разселени ценни видове, като шаран, толстолоб, бяла риба, щука. Бреговете изобилстват с шавари и тръстика. Заради обилното обрастване и затлачването на по-плитките езера в района на Враждебна и Долни Богров те са се превърнали в недостъпни за риболов блата. Дъното на езерата е каменисто-песъчливо, покрито е с дебел слой тиня.

## Полезни изкопаеми, почви, флора и фауна
В Софийската котловина има находища на лигнитни въглища – Софийски въглищен басейн, които се намират близо до селата Балша и Кътина и град Елин Пелин. Те са с плиоценска възраст и са разположени на различна дълбочина – от 100 до 350 – 500 m. Въглищата са нискокалорични – около 1600 kcal/kg на работно гориво. Не се експлоатират. Част от Софийския въглищен басейн е и находището на лигнитни въглища в землището на село Храбърско – Храбърски въглищен участък, който е в експлоатация.
Почвите в котловината са предимно чернозем-смолници, главно в ниското котловинно дъно, алувиално-ливадни по долините на реките и канелени горски в периферните, по-високи части.
Естествената растителност и животинският свят са силно повлияни от човека поради стопанската ѝ усвоеност. Голяма част от котловината е заета от обработваеми земи, в близост до населените места – зеленчукови и овощни градини, а в периферните по-високи части – пасища.

## Селища
В южната централна част на котловината е разположена столицата на България София, в западната част градовете Сливница, Костинброд, Божурище, Банкя и Нови Искър, а в източната – градовете Елин Пелин и Бухово. Освен това има няколко десетки села, някои от които с доста голямо население, повечето от жителите на които работят в столицата.

## Транспорт
Софийската котловина се пресича от няколко важни транспортни артерии – пътища от Държавната пътна мрежа и жп линии:
- В североизточната, югоизточната и южната част на котловината преминават началните участъци на автомагистралите „Хемус“, „Тракия“ и „Люлин“.
- От североизток на югозапад, от село Елешница до Владая, на протежение от 48,9 km участък от първокласен път № 1 Видин – София – ГКПП „Кулата“.
- От запад на изток, от село Владая до село Горна малина, на протежение от 55,4 km участък от първокласен път № 6 ГКПП „Гюешево“ – София – Карлово – Бургас.
- От северозапад на югоизток, от Драгоман до село Нови хан, на протежение от 83,8 km участък от първокласен път № 8 ГКПП „Калотина“ – София – Пловдив – ГКПП „Капитан Андреево“.
- Около София, на протежение от 61,8 – цялото протежение на второкласен път № 18.
- В северната част на котловината, в района на град Нови Искър, на протежение от 7,4 km – участък от второкласен път № 16 Ребърково – Своге – Нови Искър.
- В северната част, от Волуяк до Драговищица, на протежение от 12,5 km – участък от второкласен път № 81 София – Монтана – Лом.
- В източната част, между селата Елешница и Нови хан, на протежение от 17,4 km – участък от третокласен път № 105 Елешница – Елин Пелин – Нови хан.
- В южната част, от село Златуша до град Божурище, на протежение от 18,6 km – участък от третокласен път № 638 Брезник – Божурище.
- В южната част, от София до Банкя, на протежение от 8 km – участък от третокласен път № 802 София – Банкя – Перник.
- В северозападната част, от Беладие хан до село Гургулят, на протежение от 23,6 km – участък от третокласен път № 811 Беладие хан – Сливница – Брезник.

През Софийската котловина преминават и част от трасетата на четири важни жп линия:
- От северозапад на югоизток – ГКПП „Калотина“ – София – Пловдив – ГКПП „Капитан Андреево“.
- В южната част – София – Благоевград – ГКПП „Кулата“.
- В източната част – София – Карлово – Бургас.
- В северната част – София – Горна Оряховица – Русе – Варна.

## Други
На Софийското поле е наречена улица в квартал „Дървеница“ в София (Карта).

## Топографска карта
- Лист от карта K-34-46. Мащаб: 1 : 100 000.
- Лист от карта K-34-47. Мащаб: 1 : 100 000.
- Лист от карта K-34-48. Мащаб: 1 : 100 000.
- Лист от карта K-34-59. Мащаб: 1 : 100 000.
- Лист от карта K-34-60. Мащаб: 1 : 100 000.